# Elisabeth van de Palts (1381-1408)
Elisabeth van de Palts (Amberg, 27 oktober 1381 - Innsbruck, 31 december 1408) was van 1407 tot aan haar dood hertogin-gemalin van Voor-Oostenrijk. Ze behoorde tot het huis Wittelsbach.

## Levensloop
Elisabeth werd geboren als dochter van Rooms-Duits koning Ruprecht van de Palts en diens echtgenote Elisabeth van Neurenberg.
Als onderdeel van een alliantie tussen haar vader en de Leopoldijnse tak van het huis Habsburg huwde ze op 24 december 1406 in Innsbruck met hertog Frederik IV van Voor-Oostenrijk. In december 1408 stierf Elisabeth echter bij de geboorte van haar eerste dochter Elisabeth, die eveneens de bevalling niet overleefde. Ze werd bijgezet in de cisterciënzenabdij van Stams.